# Adour
Adour (baskovsko Aturri) je reka v jugozahodni Franciji, dolga 335 km. Izvira v masivu Tourmalet, departma Visoki Pireneji, od koder teče sprva proti severu skozi Gers, kjer se usmeri na zahod, na koncu pa se pri Bayonnu izliva v Atlantski ocean.

## Geografija

### Porečje
Pritoki reke Adour:
- Échez
- Arros
- Midouze
- Gave de Pau
- Nive

### Departmaji in kraji
Reka Adour teče skozi naslednje departmaje in kraje:
- Hautes-Pyrénées: Bagnères-de-Bigorre, Tarbes, Maubourguet
- Gers: Riscle
- Landes: Aire-sur-l'Adour, Grenade-sur-l'Adour, Saint-Sever, Dax, Tarnos
- Pyrénées-Atlantiques: Bayonne